# 恋の片道切符 (FUNKY MONKEY BABYSの曲)
「恋の片道切符」（こいのかたみちきっぷ）は、2006年4月26日に発売されたFUNKY MONKEY BABYS2枚目のシングル。

## 解説
- PVには山田花子が出演し、ジャケット写真のモデルも務めている。またPVのラストでは、山田とメンバーが同じ画面上に登場している。
- PVに登場する駅は銚子電気鉄道の笠上黒生駅が使われている。
- CD EXTRAとして、「恋の片道切符」のPVが収録されている。

## 収録曲
1. 恋の片道切符
  - 作詞・作曲：FUNKY MONKEY BABYS　編曲：NAOKI-T

いっしょに歌お!CBCラジオ　2006年4月の歌ハイパー
いきものがかりのメンバー、水野良樹が学園祭でカバーするとしたらカバーしたい曲にこの曲を挙げている。
2. GO!GO!ライダー
  - 作詞・作曲：FUNKY MONKEY BABYS　編曲：NAOKI-T

テレビ朝日系アニメ『THE FROGMAN SHOW』オープニングテーマ
3. 恋の片道切符（instrumental）
4. GO!GO!ライダー（instrumental）